# Andrea Bottazzi
Andrea Bottazzi (Piacenza, 19 dicembre 1967) è un dirigente sportivo ed ex calciatore italiano, di ruolo centrocampista.

## Caratteristiche tecniche
Giocava come mezzapunta o come regista con attitudini offensive. Sul finire di carriera avanza il suo raggio d'azione giocando da attaccante.

## Carriera

### Giocatore
Cresciuto nelle giovanili della Libertas e del Piacenza, debutta in prima squadra nella Coppa Italia Serie C 1986-1987. L'anno successivo fa il suo esordio in campionato, il 17 aprile 1988, giocando da titolare nella partita Piacenza-Modena (1-2).
Restano le sue uniche presenze con il Piacenza, poiché nelle stagioni successive viene ceduto nelle serie inferiori: milita in prestito nella Centese in Serie C1, poi in comproprietà nella Virescit Bergamo in Serie C2. Nell'autunno 1990 passa al Pergocrema, nella stessa categoria: qui vive una stagione di rilancio personale dopo alcune annate deludenti, sfiorando la promozione. Nel 1991 passa alla SPAL, espressamente richiesto dall'allenatore Giovan Battista Fabbri, e con gli estensi appena promossi in Serie C1 ottiene la promozione in Serie B contribuendo con 9 reti in 34 partite; viene riconfermato da titolare anche nel successivo campionato cadetto, nel quale disputa 29 partite con 2 reti.
Dopo un'ulteriore stagione in Serie C1 a Ferrara, nel 1994 torna brevemente in Serie B con il Venezia, ma in autunno, dopo aver disputato 4 partite, viene ceduto al Fiorenzuola, di nuovo in terza serie. Nella formazione valdardese gioca come mezzapunta alle spalle del tandem d'attacco Serioli-Clementi, e raggiunge la finale dei play-off contro la Pistoiese: la partita si decide ai calci di rigore, e Bottazzi fallisce l'ultimo e decisivo penalty colpendo la traversa. Resta al Fiorenzuola anche per il campionato 1995-1996, nel quale gli emiliani mancano l'accesso ai playoff, prima di essere ceduto al Modena dove gioca per una stagione con esiti deludenti.
Nel 1997, a 30 anni, si trasferisce a parametro zero al Leffe in Serie C2. L'anno successivo vince il Campionato Nazionale Dilettanti con il Montichiari, ottenendo la promozione in Serie C2, e si ripete nel campionato 2003-2004 con il Carpenedolo; nel 2003 vince anche la prima edizione del Pallone d'Oro del calcio bresciano. Con i rossoneri bresciani chiude la carriera nel 2005, all'età di 38 anni.

### Dirigente sportivo
Resta al Carpenedolo come direttore generale dal 2005 al 2008, sotto la gestione di Tommaso Ghirardi che poi lo porta per un anno al Parma come osservatore. Dal 2012 al 2014 è direttore sportivo del Castiglione, ruolo che ricopre dall'estate 2014 anche al Piacenza, in Serie D; rassegna le dimissioni per motivi personali il 10 febbraio 2015.

## Palmarès
- Campionato italiano Serie C1: 2

Piacenza: 1986-1987
SPAL: 1991-1992
- Campionato Nazionale Dilettanti: 1

Montichiari: 1998-1999
- Campionato italiano Serie D: 1

Carpenedolo: 2003-2004